# 李文林 (1900年)
李文林（1900年—1932年5月30日），原名周郁文，男，江西吉水人，中国工农红军将领。

## 生平
1925年10月，李文林考入黄埔军校第四期。1926年毕业后，回江西，在朱德创办的军官教育团任教官。同年加入中国共产党。1927年8月，参加南昌起义。起义部队南下广东受挫后，他奉党组织派遣回赣，任中央赣西特委委员兼秘书长。1928年9月，任红军江西独立第二团团长兼政委。次年1月下旬，红二团攻下兴国县城后，与赣南工农革命军第十五、第十六两纵队会师。在他主持下，由红二团抽调党团员战士百余人，与第十五、第十六两纵队合编成江西工农红军独立第四团。
1929年2月17日，毛泽东率红四军到达东固革命根据地，盛赞红二、四团官兵和东固根据地革命群众的斗争成就。6月，成立中共红二、四团行动委员会，任行委书记兼红二、四两团政委。1930年1月，赣西特委、湘赣边特委、红五军军委在遂川于田召开联席会议，决定集中红二、三、四、五等团，编为中国工农红军第六军（是年6月改为红三军），他任第一旅政委。1930年2月，红四军前委、红五军军委和红六军军委及赣西特委，在吉安县陂头村举行联系会议（即“二七会议”），决定成立前敌委员会，被任为前委委员、赣西苏维埃政府秘书长兼党团书记。
5月20日，李文林与曾山以赣西南特委和苏维埃代表身份，出席在上海召开的全国苏维埃区域代表大会。返赣西南后，于8月5日召开中共赣西南特委第二次全体委员会会议（史称“二全会议”），传达李立三左倾冒险主义的路线和方针，全会通过了接受李立三在6月中共中央政治局会议上提出并通过的左倾冒险主义的决议，刘士奇遭到了猛烈批判并被撤销特委书记兼红二十军政委、开除了党籍。改组特委常委会，李文林任特委常委。1930年10月4日，参与指挥赣西工农群众，配合红一军团攻下吉安城。任新成立的江西省苏维埃政府委员，中共江西省行动委员会书记。10月25日，在新余县罗坊召开红一方面军总前委和中共江西省行委联席会议。会议通过《目前政治形势与一方面军及江西党的任务》决议案，毛泽东提议并通过了放弃攻打南昌、九江的行动，实行“诱敌深人”作战方针，红军退入根据地。李文林反对“诱敌深人”，主张在南浔路、九江一带与敌人速战，说“省行委是根据中央正确指示工作的”。
11月底，因赣西南肃反斗争扩大化，AB团重大嫌疑犯被扣押，省行委和红二十军的8个主要领导人也被逮捕。李韶九来到东固负责肃反后，肃反扩大化更趋严重。12月12日，红二十军一七二团政委刘敌领导发动富田事变，逮捕李韶九，释放大批在肃反中被捕人员。事变发生后，出现两个江西省行委。一是以省行委常委曾山、陈正人为代表，坚决反对富田事变；另一是李文林、段良弼、从允中和省行委代理秘书长李伯芳等，继续以省行委名义活动，将办公机关迁入吉安永阳。1931年1月15日，中共苏区中央局成立以项英为代理书记的苏区中央局，正式通告解散中共江西省行委。李文林服从中央局的决定，被派往万泰县河东委员会进行肃反工作。不久，中共六届四中全会精神传达到中央苏区，批评项英犯有调和主义错误，认定富田事变是AB团领导的反革命暴动。7月，江西省苏维埃政府保卫处以混入肃反机关来破坏肃反工作为由将李文林逮捕。经国家政治保卫局批准，押往万泰县，1932年5月30日，在万泰县古坪村（今属泰和县）被错杀。